# Deutsche Kriegsgräberstätte Cernay
Die Deutsche Kriegsgräberstätte Cernay im Département Haut-Rhin ist ein Soldatenfriedhof für 7085 deutsche Kriegstote des Ersten Weltkriegs und 1479 deutsche Kriegstote des Zweiten Weltkriegs in Cernay (Haut-Rhin), Frankreich.

## Lage
Cernay liegt etwa 35 Kilometer südlich von Colmar und liegt an der N 83. Der Friedhof befindet sich am südlichen Stadtrand in der Rue de la Ferme und ist über die D 34 zu erreichen.

## Die Toten
Aus dem Ersten Weltkrieg sind hier 7.085 Gefallene beigesetzt, darunter die deutschen Toten der Schlacht um den Hartmannswillerkopf im Ersten Weltkrieg.  Weiter sind deutsche Kriegsgefangene, die im südfranzösischen Raum verstarben, aus ihren Einzelgrablagen hierher umgebettet worden. Die 1.479 Gefallenen des Zweiten Weltkrieges wurden im rückwärtigen Teil des Friedhofs beigesetzt.

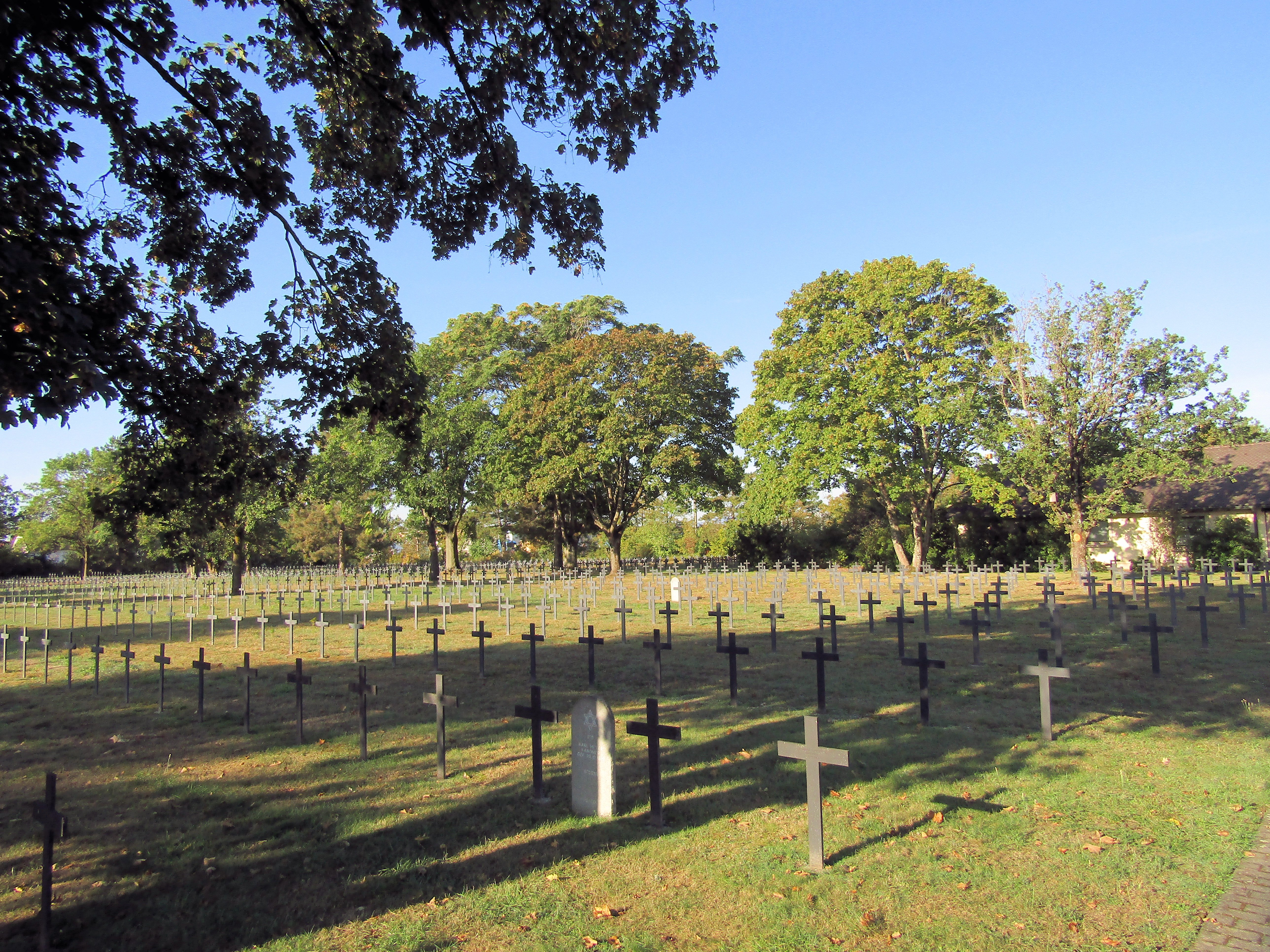
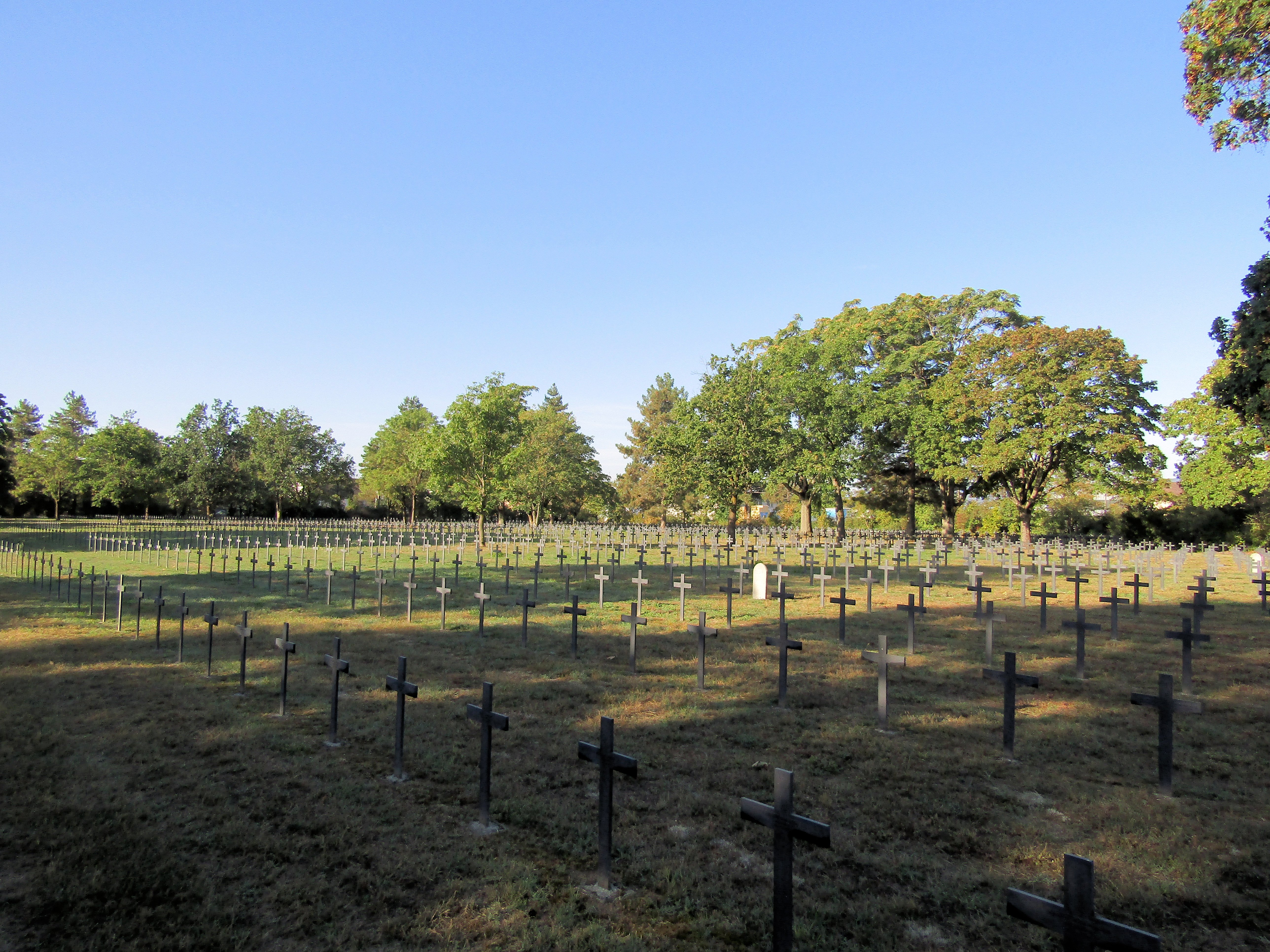
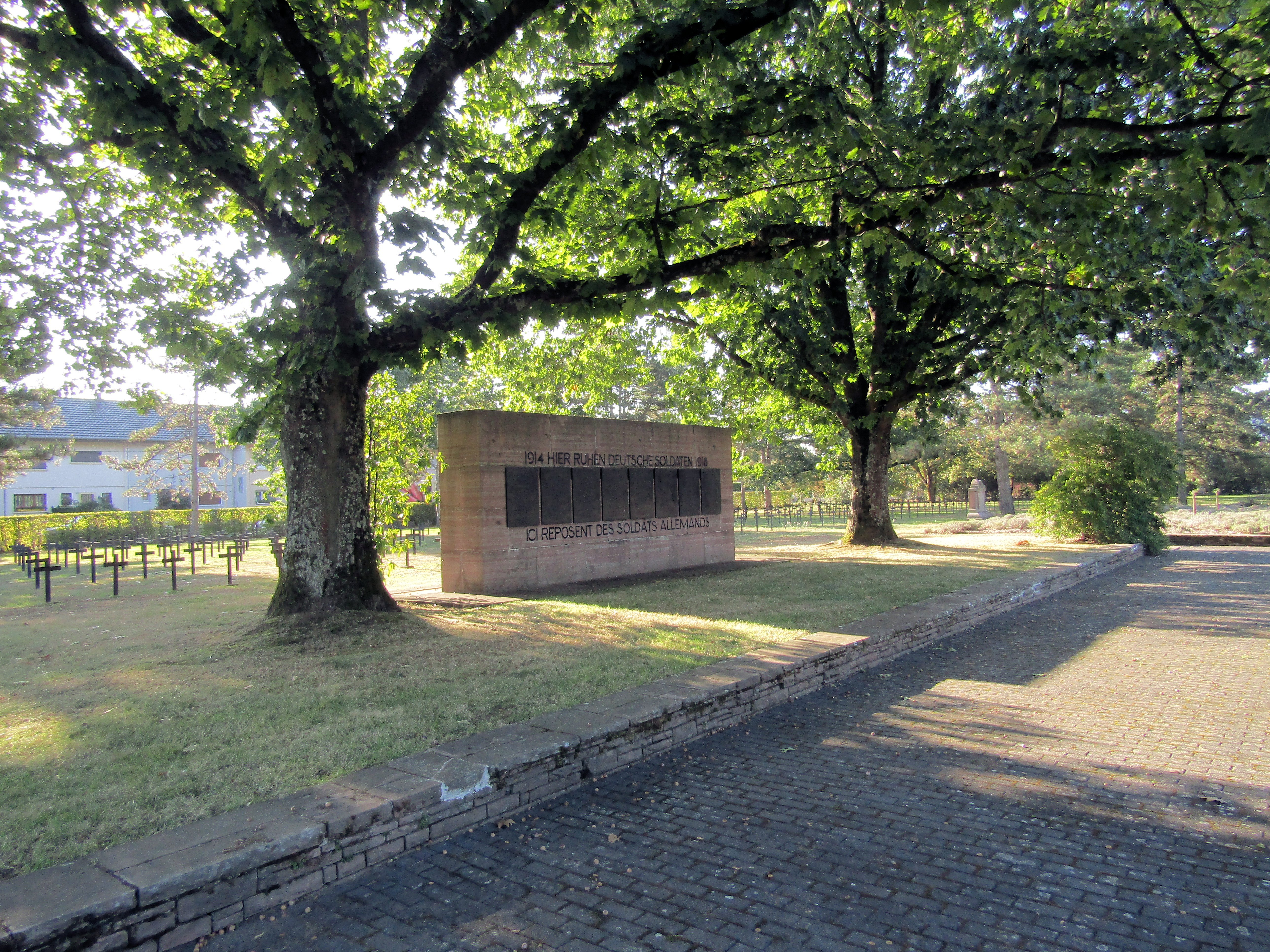
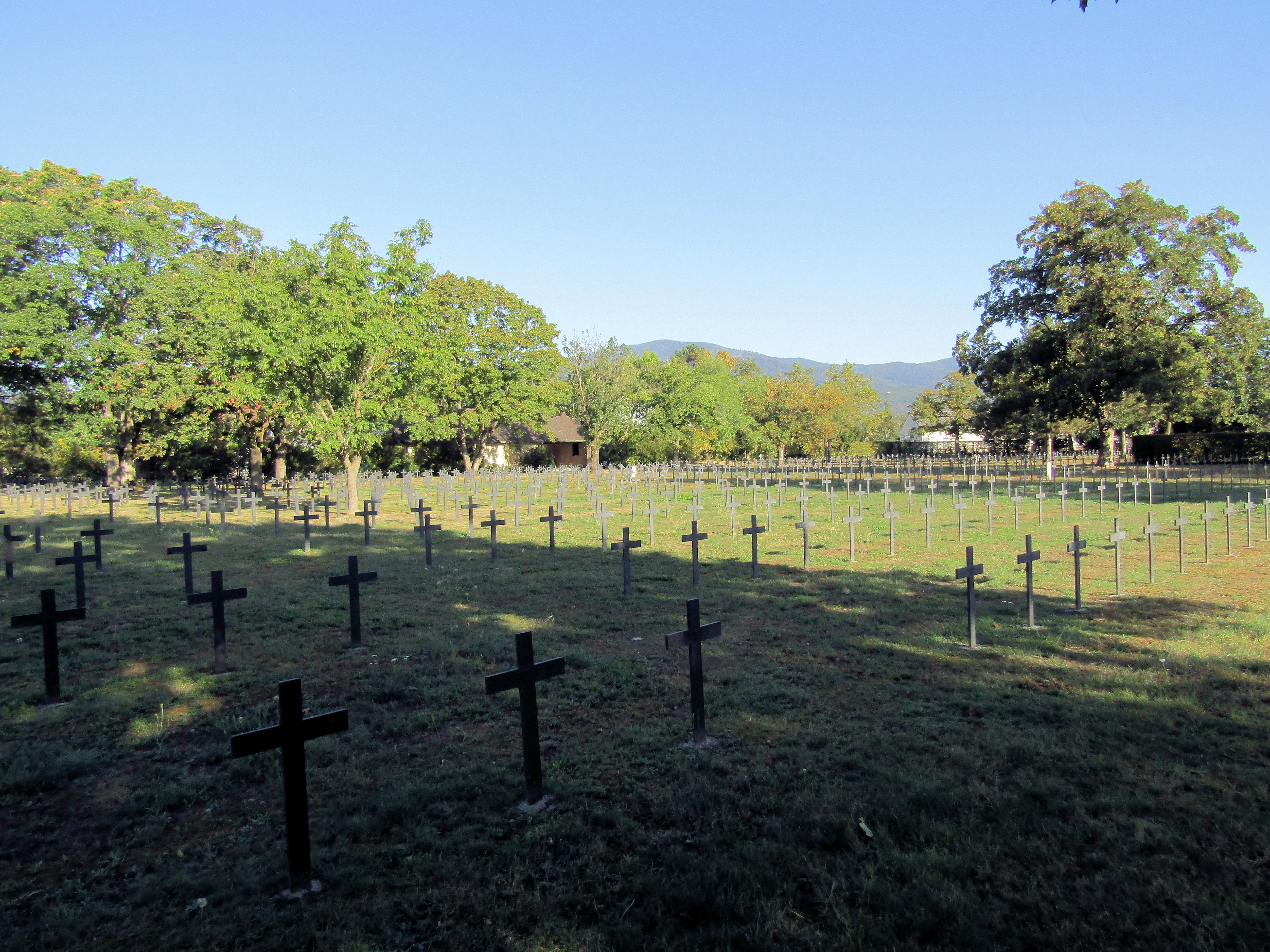
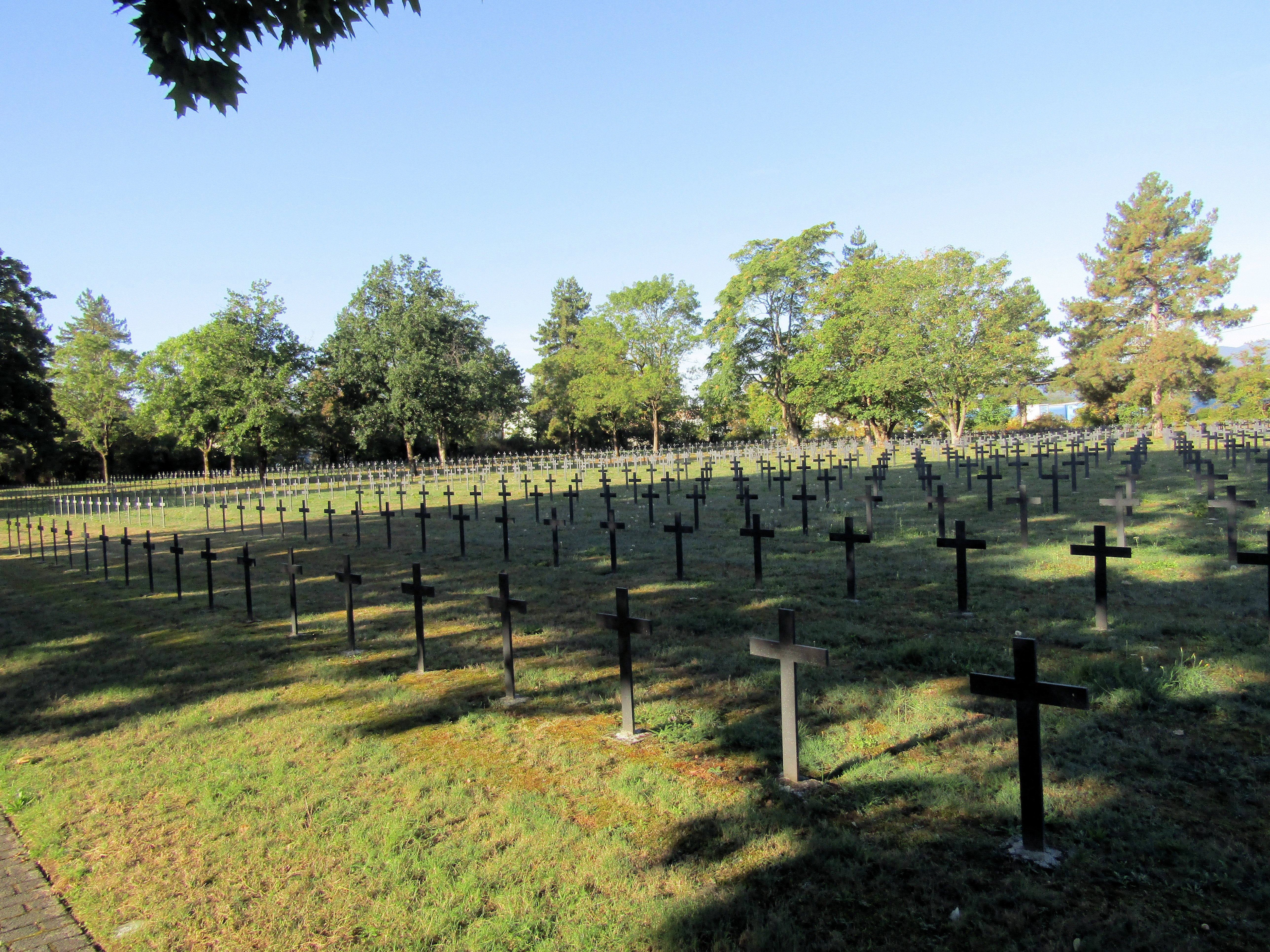
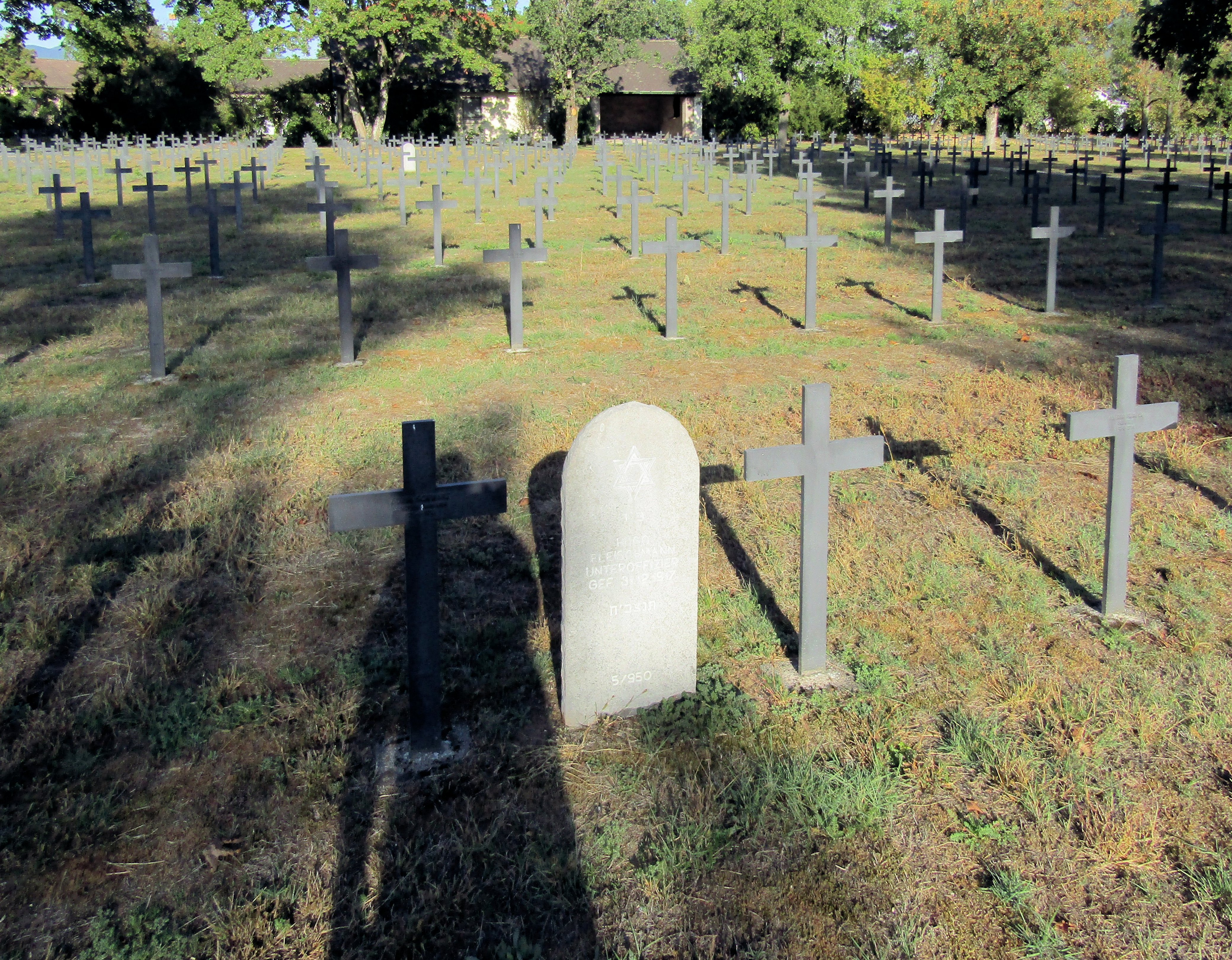

## Weitere Kriegsgräberstätten um den Hartmannswillerkopf
Die französischen Kriegstoten der Schlacht um den Hartmannswillerkopf ruhen in der Nécropole nationale du Silberloch - Hartmannswillerkopf und in der Nécropole nationale du Vieil-Armand (Hartmannswillerkopf) in der crypte-ossuaire. Weitere deutsche und französische Tote sind in der Kriegsgräberstätte Guebwiller beigesetzt. In Cernay gibt es auch den französischen Soldatenfriedhof Nécropole nationale de Cernay mit Kriegstoten aus dem Ersten und Zweiten Weltkrieg.